# Dziwonia synajska
Dziwonia synajska (Carpodacus synoicus) – gatunek małego ptaka z rodziny łuszczakowatych (Fringillidae). Występuje na Bliskim Wschodzie. Nie jest zagrożony wyginięciem.

## Systematyka
Gatunek ten opisał w 1825 roku Coenraad Jacob Temminck, nadając mu nazwę Pyrrhula synoica. Do opisu dołączona była tablica barwna przedstawiająca samca i samicę. Jako miejsce typowe autor wskazał górę Synaj.
Obecnie dziwonia synajska zaliczana jest do rodzaju Carpodacus. Jest to gatunek monotypowy. Dawniej bywał łączony w jeden gatunek z dziwonią bladą (Carpodacus stoliczkae).

## Występowanie
Gniazduje w północno-wschodnim Egipcie (na półwyspie Synaj), Izraelu, Jordanii i północno-zachodniej Arabii Saudyjskiej.

## Morfologia
Długość ciała wynosi 13–14,5 cm. Występuje dymorfizm płciowy. U samca czerwona lub czerwonofioletowa głowa ze srebrzystobiałym czołem; pierś, boki i kuper różowe. Reszta ciała szarobrązowa. Samice i młode szarobrązowe z białawym podbrzuszem.

## Ekologia
Dziwonia synajska zamieszkuje pustynie kamieniste, ruiny oraz uedy. Odżywia się nasionami i ziarnami. Gatunek osiadły, lokalnie wędrowny; przemieszcza się samotnie lub w małych stadach. Gniazda zakłada wśród skał.

## Status
Międzynarodowa Unia Ochrony Przyrody (IUCN) uznaje dziwonię synajską za gatunek najmniejszej troski (LC – Least Concern). Liczebność populacji nie została oszacowana, choć ptak ten opisywany jest jako rzadki, lokalnie pospolity. Ze względu na brak dowodów na spadki liczebności bądź istotne zagrożenia dla gatunku BirdLife International uznaje trend liczebności populacji za prawdopodobnie stabilny.